# NGC 4430
NGC 4430 (другие обозначения — UGC 7566, IRAS12248+0632, MCG 1-32-67, VCC 1002, ZWG 42.111, KCPG 338A, PGC 40851) — галактика в созвездии Дева.
Этот объект входит в число перечисленных в оригинальной редакции «Нового общего каталога».
В галактике возможно увеличение эффективности звёздообразования по отношению к общей массе газа на наветренной стороне галактического диска.